# Lista siturilor arheologice din județul Giurgiu - B
Lista siturilor arheologice din județul Giurgiu - B conține toate siturile arheologice din județul Giurgiu înscrise în Repertoriul Arheologic Național (RAN) și aflate în localități al căror nume începe cu litera B. RAN este administrat de Ministerul Culturii și Patrimoniului Național și cuprinde date științifice, cartografice, topografice, imagini și planuri, precum și orice alte informații privitoare la zonele cu potențial arheologic, studiate sau nu, încă existente sau dispărute.
Puteți căuta un sit din localitățile care încep cu litera B folosind formularul de mai jos sau puteți naviga prin toate siturile din județ la Lista siturilor arheologice din județul Giurgiu.
| Cod RAN                                   | Denumire | Localitate                        | Adresă           | Datare                            | Descoperit | Coordonate                                    | Imagine           | Erori            |
| ----------------------------------------- | --- | --------------------------------- | ---------------- | --------------------------------- | ---------- | --------------------------------------------- | ----------------- | ---------------- |
| 101010.01.01 (Cod LMI: GR-I-s-B-14759)    | Așezarea hallstattiană de la Băneasa - "Dealul lui Coadă" / ansamblu anonim (Categorie: locuire civilă) (Tip: Așezare)     | sat Băneasa, comuna Băneasa       | Dealul lui Coadă | sec. XI - X a. Chr.               |            | 44°00′00″N 26°06′30″E / 44°N 26.10833°E       | Încărcați imagine | Raportați eroare |
| 104993.01.01 (Cod LMI: GR-I-m-B-14760.04) | Situl arheologic de la Bila - "La Fântână" / ansamblu anonim (Categorie: locuire civilă) (Tip: Așezare)                    | sat Bila, comuna Schitu           | La Fântână       | Glina                             |            | 44°09′00″N 25°50′00″E / 44.15°N 25.83333°E    | Încărcați imagine | Raportați eroare |
| 104993.01.02 (Cod LMI: GR-I-m-B-14760.03) | Situl arheologic de la Bila - "La Fântână" / ansamblu anonim (Categorie: locuire civilă) (Tip: Așezare)                    | sat Bila, comuna Schitu           | La Fântână       | geto-dacică sec. III - II a. Chr. |            | 44°09′00″N 25°50′00″E / 44.15°N 25.83333°E    | Încărcați imagine | Raportați eroare |
| 104993.01.03 (Cod LMI: GR-I-m-B-14760.02) | Situl arheologic de la Bila - "La Fântână" / ansamblu anonim (Categorie: locuire civilă) (Tip: Așezare)                    | sat Bila, comuna Schitu           | La Fântână       | sec. IV p. Chr.                   |            | 44°09′00″N 25°50′00″E / 44.15°N 25.83333°E    | Încărcați imagine | Raportați eroare |
| 104993.01.04 (Cod LMI: GR-I-m-B-14760.01) | Situl arheologic de la Bila - "La Fântână" / ansamblu anonim (Categorie: locuire civilă) (Tip: Așezare)                    | sat Bila, comuna Schitu           | La Fântână       | Dridu sec. VIII                   |            | 44°09′00″N 25°50′00″E / 44.15°N 25.83333°E    | Încărcați imagine | Raportați eroare |
| 104993.01.05 (Cod LMI: GR-I-s-B-14760)    | Situl arheologic de la Bila - "La Fântână" / ansamblu anonim (Categorie: locuire civilă) (Tip: Așezare)                    | sat Bila, comuna Schitu           | La Fântână       |                                   |            | 44°09′00″N 25°50′00″E / 44.15°N 25.83333°E    | Încărcați imagine | Raportați eroare |
| 104993.02.01 (Cod LMI: GR-I-m-B-14761.02) | Situl arheologic de la Bila - "Grajdurile CAP" / ansamblu anonim (Categorie: locuire civilă) (Tip: Așezare)                | sat Bila, comuna Schitu           | Grajdurile CAP   | sec. IV p. Chr.                   |            | 44°08′00″N 25°48′00″E / 44.13334°N 25.8°E     | Încărcați imagine | Raportați eroare |
| 104993.02.02 (Cod LMI: GR-I-m-B-14761.01) | Situl arheologic de la Bila - "Grajdurile CAP" / ansamblu anonim (Categorie: locuire civilă) (Tip: Așezare)                | sat Bila, comuna Schitu           | Grajdurile CAP   | Dridu sec. VIII - IX              |            | 44°08′00″N 25°48′00″E / 44.13334°N 25.8°E     | Încărcați imagine | Raportați eroare |
| 104993.03.01 (Cod LMI: GR-I-m-B-14762.02) | Situl arheologic de la Bila - "La Cimitir" / ansamblu anonim (Categorie: locuire civilă) (Tip: Așezare)                    | sat Bila, comuna Schitu           | La Cimitir       | Basarabi                          |            | 44°08′00″N 25°48′30″E / 44.13334°N 25.80833°E | Încărcați imagine | Raportați eroare |
| 104993.03.02 (Cod LMI: GR-I-m-B-14762.01) | Situl arheologic de la Bila - "La Cimitir" / ansamblu anonim (Categorie: locuire civilă) (Tip: Așezare)                    | sat Bila, comuna Schitu           | La Cimitir       | sec. IV p. Chr.                   |            | 44°08′00″N 25°48′30″E / 44.13334°N 25.80833°E | Încărcați imagine | Raportați eroare |
| 104537.01.01 (Cod LMI: GR-I-m-B-14763.05) | Situl arheologic de la Braniștea - "Măgura Mare" / ansamblu anonim (Categorie: locuire) (Tip: Așezare)                     | sat Braniștea, comuna Oinacu      | Măgura Mare      | Boian                             |            | 43°57′N 26°03′E / 43.95°N 26.05°E             | Încărcați imagine | Raportați eroare |
| 104537.01.02 (Cod LMI: GR-I-m-B-14763.04) | Situl arheologic de la Braniștea - "Măgura Mare" / ansamblu anonim (Categorie: locuire) (Tip: Așezare)                     | sat Braniștea, comuna Oinacu      | Măgura Mare      | Tei - III                         |            | 43°57′N 26°03′E / 43.95°N 26.05°E             | Încărcați imagine | Raportați eroare |
| 104537.01.03 (Cod LMI: GR-I-m-B-14763.03) | Situl arheologic de la Braniștea - "Măgura Mare" / ansamblu anonim (Categorie: locuire) (Tip: Așezare)                     | sat Braniștea, comuna Oinacu      | Măgura Mare      |                                   |            | 43°57′N 26°03′E / 43.95°N 26.05°E             | Încărcați imagine | Raportați eroare |
| 104537.01.04 (Cod LMI: GR-I-m-B-14763.01) | Situl arheologic de la Braniștea - "Măgura Mare" / ansamblu anonim (Categorie: locuire) (Tip: Așezare)                     | sat Braniștea, comuna Oinacu      | Măgura Mare      | sec. IV p. Chr.                   |            | 43°57′N 26°03′E / 43.95°N 26.05°E             | Încărcați imagine | Raportați eroare |
| 104537.01.05 (Cod LMI: GR-I-m-B-14763.02) | Situl arheologic de la Braniștea - "Măgura Mare" / ansamblu anonim (Categorie: locuire) (Tip: Necropolă)                   | sat Braniștea, comuna Oinacu      | Măgura Mare      | sec. IV p. Chr.                   |            | 43°57′N 26°03′E / 43.95°N 26.05°E             | Încărcați imagine | Raportați eroare |
| 101680.01.01 (Cod LMI: GR-I-s-B-14764)    | Tell-ul eneolitic de la Brăștinari - "La Popina" / ansamblu anonim (Categorie: locuire civilă) (Tip: Tell)                 | sat Brăniștari, comuna Călugăreni | La Popina        | Boian                             |            | 44°10′00″N 26°03′00″E / 44.16667°N 26.05°E    | Încărcați imagine | Raportați eroare |
| 101680.02.01 (Cod LMI: GR-I-m-B-14765.02) | Situl arheologic de la Brăștinari - "Gropile lui Sula" / ansamblu anonim (Categorie: locuire civilă) (Tip: Așezare)        | sat Brăniștari, comuna Călugăreni | Gropile lui Sula | Boian                             |            | 44°17′00″N 26°05′00″E / 44.28333°N 26.08333°E | Încărcați imagine | Raportați eroare |
| 101680.02.02 (Cod LMI: GR-I-m-B-14765.01) | Situl arheologic de la Brăștinari - "Gropile lui Sula" / ansamblu anonim (Categorie: locuire civilă) (Tip: Așezare)        | sat Brăniștari, comuna Călugăreni | Gropile lui Sula | sec. VIII p. Chr.                 |            | 44°17′00″N 26°05′00″E / 44.28333°N 26.08333°E | Încărcați imagine | Raportați eroare |
| 101387.01.01 (Cod LMI: GR-I-s-B-14766)    | Situl arheologic de la Bucșani - "Pod" / ansamblu anonim (Categorie: locuire civilă) (Tip: Așezare)                        | sat Bucșani, comuna Bucșani       | La Pod           | Gumelnița                         |            | 44°22′34″N 25°39′19″E / 44.37611°N 25.65528°E | Încărcați imagine | Raportați eroare |
| 101387.01.02 (Cod LMI: GR-I-s-B-14766)    | Situl arheologic de la Bucșani - "Pod" / ansamblu anonim (Categorie: locuire civilă) (Tip: Așezare)                        | sat Bucșani, comuna Bucșani       | La Pod           | Cernavoda III                     |            | 44°22′34″N 25°39′19″E / 44.37611°N 25.65528°E | Încărcați imagine | Raportați eroare |
| 101387.01.03 (Cod LMI: GR-I-s-B-14766)    | Situl arheologic de la Bucșani - "Pod" / ansamblu anonim (Categorie: locuire civilă) (Tip: Așezare)                        | sat Bucșani, comuna Bucșani       | La Pod           |                                   |            | 44°22′34″N 25°39′19″E / 44.37611°N 25.65528°E | Încărcați imagine | Raportați eroare |
| 101387.01.04 (Cod LMI: GR-I-s-B-14766)    | Situl arheologic de la Bucșani - "Pod" / ansamblu anonim (Categorie: locuire civilă) (Tip: Așezare)                        | sat Bucșani, comuna Bucșani       | La Pod           | sec. al XVIII-lea                 |            | 44°22′34″N 25°39′19″E / 44.37611°N 25.65528°E | Încărcați imagine | Raportați eroare |
| 101387.02.01                              | Tell-ul neo-eneolitic "La Pădure" / ansamblu anonim (Categorie: locuire civilă) (Tip: Tell)                                | sat Bucșani, comuna Bucșani       | La Pădure        |                                   |            | 44°22′24″N 25°39′01″E / 44.37333°N 25.65028°E | Încărcați imagine | Raportați eroare |
| 101387.03.01                              | Așezarea pluristratificată de la Bucșani - "Ferma de Tăurași" / ansamblu anonim (Categorie: locuire civilă) (Tip: Așezare) | sat Bucșani, comuna Bucșani       | Ferma de Tăurași | Gumelnița                         | 2000       | 44°12′18″N 25°40′17″E / 44.205°N 25.67139°E   | Încărcați imagine | Raportați eroare |
| 101387.03.02                              | Așezarea pluristratificată de la Bucșani - "Ferma de Tăurași" / ansamblu anonim (Categorie: locuire civilă) (Tip: Așezare) | sat Bucșani, comuna Bucșani       | Ferma de Tăurași |                                   | 2000       | 44°12′18″N 25°40′17″E / 44.205°N 25.67139°E   | Încărcați imagine | Raportați eroare |
| 101387.03.03                              | Așezarea pluristratificată de la Bucșani - "Ferma de Tăurași" / ansamblu anonim (Categorie: locuire civilă) (Tip: Așezare) | sat Bucșani, comuna Bucșani       | Ferma de Tăurași |                                   | 2000       | 44°12′18″N 25°40′17″E / 44.205°N 25.67139°E   | Încărcați imagine | Raportați eroare |
| 101387.05.01                              | Situl arheologic din punctul "Pădure 2" de la Bucșani / ansamblu anonim (Categorie: locuire civilă) (Tip: Așezare)         | sat Bucșani, comuna Bucșani       | Pădure 2         | Boian - Giulești                  |            | 44°22′20″N 25°39′18″E / 44.37222°N 25.655°E   | Încărcați imagine | Raportați eroare |
| 101387.05.02                              | Situl arheologic din punctul "Pădure 2" de la Bucșani / ansamblu anonim (Categorie: locuire civilă) (Tip: Așezare)         | sat Bucșani, comuna Bucșani       | Pădure 2         | Gumelnița                         |            | 44°22′20″N 25°39′18″E / 44.37222°N 25.655°E   | Încărcați imagine | Raportați eroare |
| 101387.05.03                              | Situl arheologic din punctul "Pădure 2" de la Bucșani / ansamblu anonim (Categorie: locuire civilă) (Tip: Așezare)         | sat Bucșani, comuna Bucșani       | Pădure 2         |                                   |            | 44°22′20″N 25°39′18″E / 44.37222°N 25.655°E   | Încărcați imagine | Raportați eroare |
| 101387.05.04                              | Situl arheologic din punctul "Pădure 2" de la Bucșani / ansamblu anonim (Categorie: locuire civilă) (Tip: Așezare)         | sat Bucșani, comuna Bucșani       | Pădure 2         |                                   |            | 44°22′20″N 25°39′18″E / 44.37222°N 25.655°E   | Încărcați imagine | Raportați eroare |
| 101387.05.05                              | Situl arheologic din punctul "Pădure 2" de la Bucșani / ansamblu anonim (Categorie: locuire civilă) (Tip: Locuire)         | sat Bucșani, comuna Bucșani       | Pădure 2         | sec. III-IV                       |            | 44°22′20″N 25°39′18″E / 44.37222°N 25.655°E   | Încărcați imagine | Raportați eroare |
| 101387.05.06                              | Situl arheologic din punctul "Pădure 2" de la Bucșani / ansamblu anonim (Categorie: locuire civilă) (Tip: Așezare)         | sat Bucșani, comuna Bucșani       | Pădure 2         | sec. XVI-XVIII                    |            | 44°22′20″N 25°39′18″E / 44.37222°N 25.655°E   | Încărcați imagine | Raportați eroare |
| 101387.08.01                              | Așezare de epoca bronzului de la Bucșani - "La Moară" / ansamblu anonim (Categorie: așezare) (Tip: Așezare)                | sat Bucșani, comuna Bucșani       | La Moară         |                                   |            |                                               | Încărcați imagine | Raportați eroare |
| 101387.09.01                              | Așezare pluristratificată de la Bucșani - "La Izvor" / ansamblu anonim (Categorie: așezare) (Tip: Așezare)                 | sat Bucșani, comuna Bucșani       | La Izvor         | Boian - Giulești                  |            | 44°22′32″N 25°39′03″E / 44.37556°N 25.65083°E | Încărcați imagine | Raportați eroare |
| 101387.09.02                              | Așezare pluristratificată de la Bucșani - "La Izvor" / ansamblu anonim (Categorie: așezare) (Tip: Așezare)                 | sat Bucșani, comuna Bucșani       | La Izvor         | Gumelnița                         |            | 44°22′32″N 25°39′03″E / 44.37556°N 25.65083°E | Încărcați imagine | Raportați eroare |
| 101387.09.03                              | Așezare pluristratificată de la Bucșani - "La Izvor" / ansamblu anonim (Categorie: așezare) (Tip: Așezare)                 | sat Bucșani, comuna Bucșani       | La Izvor         |                                   |            | 44°22′32″N 25°39′03″E / 44.37556°N 25.65083°E | Încărcați imagine | Raportați eroare |
| 101387.09.04                              | Așezare pluristratificată de la Bucșani - "La Izvor" / ansamblu anonim (Categorie: așezare) (Tip: Așezare)                 | sat Bucșani, comuna Bucșani       | La Izvor         | sec. XIV-XVIII                    |            | 44°22′32″N 25°39′03″E / 44.37556°N 25.65083°E | Încărcați imagine | Raportați eroare |
| 101387.10.01                              | Așezare culturii Gumelnița de la Bucșani - "La Lac" / ansamblu anonim (Categorie: așezare) (Tip: Așezare)                  | sat Bucșani, comuna Bucșani       | La Lac           | Gumelnița                         |            |                                               | Încărcați imagine | Raportați eroare |
| 101387.12.01                              | Așezarea de la Bucșani - "Școală" / ansamblu anonim (Categorie: locuire civilă) (Tip: Așezare)                             | sat Bucșani, comuna Bucșani       | Școală           | Gumelnița                         | 2004       | 44°22′09″N 25°39′29″E / 44.36917°N 25.65806°E | Încărcați imagine | Raportați eroare |
| 101387.12.02                              | Așezarea de la Bucșani - "Școală" / ansamblu anonim (Categorie: locuire civilă) (Tip: Așezare)                             | sat Bucșani, comuna Bucșani       | Școală           |                                   | 2004       | 44°22′09″N 25°39′29″E / 44.36917°N 25.65806°E | Încărcați imagine | Raportați eroare |
| 101387.04.01                              | Tell-ul eneolitic de la Bucșani - Pepinieră / ansamblu anonim (Categorie: locuire) (Tip: așezare)                          | sat Bucșani, comuna Bucșani       | Pepinieră        | Gumelnița                         |            |                                               | Încărcați imagine | Raportați eroare |
| 101387.06.01                              | Așezarea Gumelnița de la Bucșani-Tanti Puica / ansamblu anonim (Categorie: locuire) (Tip: așezare)                         | sat Bucșani, comuna Bucșani       | Tanti Puica      | Gumelnița                         |            | 44°21′33″N 25°39′59″E / 44.35917°N 25.66639°E | Încărcați imagine | Raportați eroare |
| 101387.07.01                              | Tell-ul Gumelnița de la Bucșani-Zgârci / ansamblu anonim (Categorie: locuire) (Tip: așezare)                               | sat Bucșani, comuna Bucșani       | Zgârci           | Gumelnița                         |            | 44°23′26″N 25°38′54″E / 44.39056°N 25.64833°E | Încărcați imagine | Raportați eroare |